# مودود
مودود بن تونتکین یا شرف الدولة المودود(مقتول در ۱۱۱۳م) آتا بیگ موصول و سردار نظامی سلجوقی بود که به درخواست خلیفه المستهظر از سلطان محمد یکم سلجوقی برای مبارزه با صلیبیون برخاست.

## زندگی
مودود از افسران سلطان محمد سلجوقی بود که او را برای فتح مجدد موصل از آتابگ شورشی جوالی سقاوه فرستاد. پس از فتح شهر، سلطان چندین تلاش نظامی برای عقب راندن صلیبیون از انطاکیه و ادسا را به او سپرد:

### اولین تلاش
در سال ۱۱۱۰ بود. پس از پیوستن به نیروهای ایلغازی، امیر ماردین، و سوکمن الکتبی، امیر احلات، از آوریل همان سال محاصره ادسا را آغاز کردند، اما بالدوین اول اورشلیم مداخله کرد و مودود را مجبور به عقب‌نشینی کرد.

### دومین تلاش
در ۱۱۱۱ مودود علیه ادسا لشکرکشی کرد، اما چون دیوارهای شهر مستحکم شده بودند، ترجیح داد شهر توربسل را که در اختیار ژوسلین اول کورتنی بود محاصره کند. هنگامی که رضوان از حلب خبر فرستاد که مسیحیان تحت فرمان تنکرد در آستانه تصرف حلب هستند، به سمت آن شهر حرکت کرد. اما در بدو ورود متوجه شد که تصرف شهر به هیچ وجه قریب‌الوقوع نیست و رضوان حتی از گشودن دروازه‌های شهر به روی او خودداری کرد. او همچنین این خبر را دریافت کرد که یک ارتش امدادی که توسط بالدوین اول فرستاده شده بود اکنون به سمت شمال حرکت می‌کند، بنابراین او محاصره توربسل را برداشت.

### سومین تلاش
لشکرکشی ۱۱۱۲ دوباره با محاصره توربسل آغاز شد، اما زمانی که یک حزب از ارتش موصل توسط ژوسلین در ۱۵ ژوئن نابود شد، متوقف شد. تلاش برای تصرف ادسا با کمک جمعیت ارمنی آن توسط کنت بالدوین دوم اورشلیم کشف شد. و منجر به کشتار ارمنی‌های شرکت کننده شد.

### چهارمین تلاش
در سال ۱۱۱۳ طغتکین (اول) دمشقی که از ویرانی‌های نیروهای مسیحی علیه سرزمین‌های خود خسته شده بود، از مودود درخواست کرد تا برای حمله به پادشاهی اورشلیم به او بپیوندد.
آن دو جلیل را غارت کردند و طبریه را محاصره کردند، البته بدون اینکه بتوانند آن را تصرف کنند. در ۲۸ ژوئن، در نبرد السنابرا، لشکر بالدوین اول را شکست دادند. نیروهای کمکی صلیبیون را از نابودی کامل نجات داند و فرماندهان مسلمان را از بهره‌برداری از پیروزی بازداشتند و در نهایت به دلیل کمبود تدارکات، آنها را مجبور به عقب‌نشینی به سمت دمشق کردند.

## ترور توسط پیروان حسن صباح
زمانی که مودود در دمشق مهمان طغتکین بود به دست فرستاده‌ای از قلاع اسماعیلیه (حشاشین) به قتل رسید.
مودود بن التوناتیکین در ۱۱۱۳ م وارد شهر دمشق شد و قصد داشت زمستان را در آنجا بماند؛ تا از این دوره برای جمع‌آوری ارتش‌های جدید و آماده شدن برای رویارویی جدید با صلیبیون استفاده کند. وی وارد مسجد اعظم دمشق شد این آخرین جمعه در ماه ربیع الاخر در سال ۵۰۷ هجری قمری بود. بلافاصله پس از پایان نماز و در حالی که در صحن مسجد سرگردان بود. دستش در دست تغتکین بود که مردی باطنی بر او پرید و با خنجر او را زد. او فوراً کشته شد تغتکین بلافاصله به عنوان قصاص اقدام به کشتن باطنی کرد و حتی جسد او را سوزاند.
این فجیع‌ترین جنایت باطنیه از زمان ترور خواجه نظام الملک، وزیر بزرگ سلجوقی بود.
آقسونقر البرسوقی، نماینده وی در بغداد، جانشین او به عنوان آتابگ موصول شد.